# OnlyFans
OnlyFans是一個總部位於英國倫敦的社交媒体，该平台鼓励創作者与其訂閱者進行互動、建立关系、推出付费内容以获取收益。该平台在成人產業中相當受歡迎，此外亦有健身、烹饪等内容。

## 介绍
2016年，英国企业家蒂姆·斯托克利创立OnlyFans，在该社交平台上，訂閱者通过购买創作者推出的付费内容使平台与創作者获利。創作者每月能從訂閱者中直接獲得收入，此外創作者亦能獲得小費和按次付费觀看獲得收入。截至2021年8月，该平台拥有超過1.5亿注册用户，150万创作者每年共收益50亿美金。
2017年，寇特妮·史達頓呼籲她的粉絲訂閱她在OnlyFans的更新。2018年，電視劇愛情島參加者梅甘·巴顿·汉森（Megan Barton Hanson）以此平台分享她的裸體影片。
2020年1月，OnlyFans與20歲美國模特兒凱倫·沃德（Kaylen Ward）合作，以此平台籌得超過100萬美元的善款幫助澳洲大火。這開啟了一些 OnlyFans創作者以此平台籌款的潮流。
2021年5月，BBC披露该平台上一位未满18岁的创作者上传付费色情内容，6月，受BBC报道影响，又有多起涉及未成年色情、儿童性剥削的事件被媒体披露，并引起了当地监管机构的关注，监管机构指出OnlyFans应采取更多措施来保护儿童。8月，OnlyFans宣布将从10月1日起屏蔽色情照片和视频，同时OnlyFans指出创作者依旧可以上传色情内容，但需要符合用户使用条款规定。8月25日，OnlyFans表示暂停十月的政策变动。

## 商業模式
OnlyFans对付费内容抽取流水收入获益。創作者可分得付费内容的80%收益，餘下20%為OnlyFans的收入，在扣除网站營運開支後，纯利润率約12%。
英國監管機構文件顯示OnlyFans母公司Fenix International於截至2023年11月的財年，淨利潤飆升至4.855億美元，年增率高達20%，公司實現了66億美元的收入，較2020年的3.75億美元的收入增長近17倍。

## 使用
OnlyFans 的創作者大多是業餘和職業成人模特兒，但亦有一些人以此平台分享他們的健身圖片和影片。

## 评论
2019年，纽约时报評論認為OnlyFans改變了成人產業，演出者拿回主導權，透過自己的作品直接獲得收入。